# Johnstown Jets
Johnstown Jets byl profesionální americký klub ledního hokeje, který sídlil v pensylvánském městě Johnstown. V letech 1973–1977 působil v profesionální soutěži North American Hockey League. Před vstupem do NAHL působil v Eastern Hockey League a International Hockey League. Jets ve své poslední sezóně v NAHL skončily ve čtvrtfinále play-off. Klub byl během své existence farmami celků WHA. Jmenovitě se jedná o Calgary Cowboys, Minnesota Fighting Saints a Houston Aeros. Své domácí zápasy odehrával v hale Cambria County War Memorial Arena s kapacitou 4 001 diváků. Klubové barvy byly černá a bílá.
Jednalo se o vítěze NAHL ze sezóny 1974/75.

## Úspěchy
- Vítěz EHL ( 5× )
  - 1951/52, 1952/53, 1959/60, 1960/61, 1961/62
- Vítěz NAHL ( 1× )
  - 1974/75

## Přehled ligové účasti
Zdroj: 
- 1950–1951: Eastern Hockey League
- 1951–1952: Eastern Hockey League (Jižní divize)
- 1952–1953: Eastern Hockey League
- 1953–1955: International Hockey League
- 1955–1959: Eastern Hockey League
- 1959–1961: Eastern Hockey League (Jižní divize)
- 1961–1973: Eastern Hockey League (Severní divize)
- 1973–1975: North American Hockey League
- 1975–1976: North American Hockey League (Západní divize)
- 1976–1977: North American Hockey League